# Natuur & Landschap
Natuur & Landschap was een Nederlands tijdschrift over natuur en landschap. Het werd uitgegeven door de Contact-Commissie voor Natuur- en Landschapsbescherming en verscheen tussen 1942 en 1972.
Het blad bevatte artikelen over de Nederlandse natuur en landschappen, en vooral over de maatschappelijke ontwikkelingen die de kwaliteit hiervan bedreigden, zoals ontgrondingen, ruilverkavelingen en inpolderingen. Daarnaast werd er veel aandacht besteed aan voor deze thematiek relevante beleidsvelden, zoals natuur-, landbouw- en ruimtelijke ordeningsbeleid. Het blad ging daarna over in het blad Natuur & Milieu, uitgegeven door de gelijknamige stichting,  waarmee het accent verschoof naar kortere en meer op milieuproblemen gerichte bijdragen. Dit blad werd opgevolgd door het blad Terra. De uitgave van Terra werd in 2009 gestaakt.